# Radio Splendid
Radio Splendid (también conocida como La 990) es una estación de radio argentina que transmite desde la Ciudad Autónoma de Buenos Aires.

## Historia
T.F. Grand Splendid Theatre comenzó a transmitir desde un estudio en los altos del Cine Teatro Gran Splendid el 23 de mayo de 1923, por iniciativa de Benjamín Gaché y del ingeniero Antonio Devoto. Ponía al aire audiciones periódicas de música clásica y música bailable de conjuntos bajo la dirección de los maestros Marechal y Castellano, que ejecutaban de 16 a 19:30 horas y de 22 a 22:30 horas. Según al menos un periódico, sus primeras pruebas no fueron muy halagadoras. El diario La Prensa remarcó que la voz del speaker (locutor)”se escuchaba muy débil” y el periodista le sugería “que se colocara a una distancia adecuada del micrófono”.
La emisora tuvo su inauguración oficial el 6 de septiembre de 1924 y el Ministerio de Marina, que regía el espectro radiofónico en aquel entonces, le otorgó la denominación LOW Radio Grand Splendid.
El 25 de mayo de 1930, ya conocida como LR4 Radio Splendid, inauguró -con la presencia del entonces intendente José Luis Cantilo- sus nuevos estudios de Ayacucho 1556 en Recoleta. 

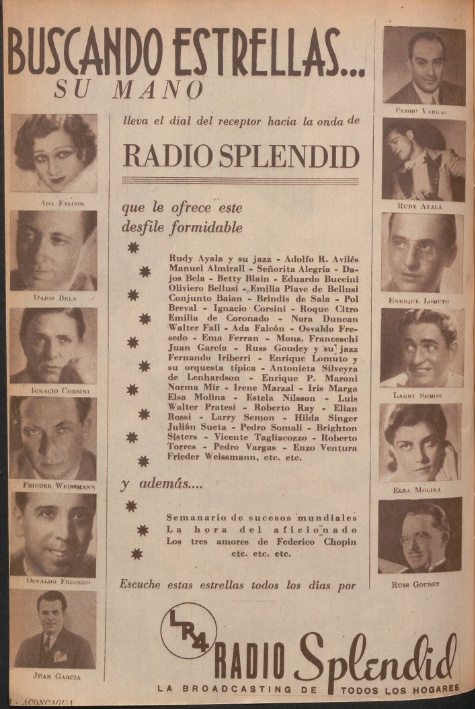
Publicidad de Radio Splendid en la revista Aconcagua de julio de 1936. Edición 72.

En 1941 desarrolló -junto al reconocido empresario Jaime Yankelevich- su cadena nacional con estaciones en las principales ciudades del país, llamada Red Argentina de Emisoras Splendid.
Durante la Revolución Libertadora, la emisora fue intervenida por la dictadura de Pedro Eugenio Aramburu en 1957.
Por disposición del gobierno de Juan Carlos Onganía, Splendid mudó -junto a otras estaciones de radio- sus operaciones al edificio Trans Radio (Maipú 555 en San Nicolás), otrora sede de Radio El Mundo y actual sede de Radio Nacional.
Tras un incendio a principios de 1972, la emisora se vio obligada a trasladarse a Arenales 1925 en Recoleta.
Con el regreso de la democracia en 1983, Radio Splendid volvió a manos privadas, tras más de 20 años de intervención estatal.
De 1993 a 1996 realizó sus transmisiones como La 990. Y durante 1997 y 1998, adoptó el nombre Splendid Talk Radio y enfocó parte de su programación en segmentos donde las charlas con oyentes eran las protagonistas.
En 1998, retomó su tradicional denominación y dejó  el edificio de calle Arenales, para establecerse en Freire 932 de Colegiales.
Luego de un paso por San Martín 569 (2º piso) en San Nicolás, en 2011 Splendid volvió al barrio de Colegiales, mudando sus estudios a Conde 935 (su ubicación actual).
A partir de 2018 volvió a llamarse La 990 y 5 años después, recupera su denominación como Radio Splendid para celebrar sus 100 años al aire.
El 23 de mayo de 2023, volvieron a transmitir desde el Cine Teatro donde empezó todo que actualmente funciona como sede de la Libreria/Disqueria El Ateneo.